# Єфрем (Кицай)
Єфре́м (Кицай), митрополит Криворі́зький і Ні́копольський (нар. 5 липня 1966, с. Зашковичі) — архієрей УПЦ МП. Хіротонізований у єпископа 1996 року і відтоді очолює Криворізьку єпархію УПЦ МП. Тезоіменитство — 10 лютого.

## Біографія

### Юність
Іван Степанович Кицай народився 5 липня 1966 року в селі Зашковичі Городоцького району Львівської області в селянській родині.
У 1983 році закінчив Завидовицьку середню школу. Того ж року вступив до Львівського кулінарного училища, яке закінчив у 1985 році. З 1985 по 1987 рік служив в армії. Після демобілізації працював псаломщиком у храмі в ім'я апостола Филипа в Новгороді.
1988 року вступив до Московської духовної семінарії. Після закінчення в 1992 році був зарахований до числа братії Свято-Успенської Києво-Печерської Лаври.

### Початок служіння
25 вересня 1992 року був пострижений у чернецтво. 27 вересня 1992 року прийняв сан ієродиякона, а 10 жовтня — сан ієромонаха. Деякий час обіймав посаду благочинного Лаври.
У 1996 році майбутній владика закінчив Київську духовну академію з ученим ступенем кандидата богословських наук за наукову роботу: «Митрополит Київський Філарет (Амфітеатров), його праці й пастирська спадщина» (вийшла друком у видавництві «Благовіст» у 1999 році, м. Київ).

### Архієрейське служіння
13 вересня 1996 року був хіротонізований в єпископа Криворізького і Нікопольського.
2006 року, в день святкування 40-річчя єпископської хіротонії Блаженнішого Митрополита Київського і всієї України Володимира, 9 липня, єпископа Єфрема було возведено в сан архієпископа.
Рішенням Священного Синоду УПЦ від 22 листопада 2006 року був призначений на посаду Голови Синодальної Комісії по канонізації святих. Згодом його змінив на цій посаді архієпископ Іоанн (Сіопко).

## Критика
У Кривому Розі кілька десятків активістів пікетували його резиденцію вимагаючи сприяти в питанні надання автокефалії ПЦУ. У них були плакати: «Ми за Томос. Єфрем – ти з нами?», «Нам потрібна наша Церква, а не Путінська", "Кривому Рогу Українська церква", "Іди від Москви, повернися в Україну, Єфреме". Поліцейські які прибули на місце не стали нікого затримувати. На воротах резиденції митрополита активісти почепили плакати із закликами переходити до нової Церкви.

## Погляди і праці

### Богословські праці
- Митрополит Київський Філарет (Амфітеатров), його праці й пастирська спадщина. — Київ: Благовіст, 1999 (передрук кандидатської дисертації 1996 року)

### Інтерв'ю
- Епископ Криворожский и Никопольский ЕФРЕМ. «У православных никогда не было легкого пути» (2003)[недоступне посилання з червня 2019]
- Єпископ Криворізький і Нікопольський Єфрем: «Приходити до Бога можна у будь-якому віці, але приймати чернечий постриг необхідно тільки духовно-зрілим»

### Звернення, промови, доповіді
- Слово архімандрита Єфрема (Кицая) при нареченні його в єпископа Криворізького і Нікопольського (1996)